# Пешевићи
Пешевићи су насељено мјесто у граду Зеници, Босна и Херцеговина.

## Становништво
|             | 2013.        | 1991.         | 1981.         | 1971.         |
| Укупно      | 270 (100,0%) | 284 (100,0%)  | 169 (100,0%)  | 197 (100,0%)  |
| Бошњаци     | 270 (100,0%) | 280 (98,59%)1 | 169 (100,0%)1 | 197 (100,0%)1 |
| Југословени | –            | 4 (1,408%)    | –             | –             |

1. 1 На пописима од 1971. до 1991. Бошњаци су пописивани углавном као Муслимани.